# Азербайджано-палестинские отношения
Азербайджано-палестинские отношения — двусторонние отношения между Азербайджаном и  государством Палестина в политической, экономической, культурной и иных сферах.
Обе страны являются членами Движения неприсоединения и Организации исламского сотрудничества.

## Дипломатические отношения
Дипломатические отношения между двумя государствами установлены 15 апреля 1992 года.
18 ноября 2022 года в г. Рамалла учреждено представительство Азербайджана. 
В 2009 году министр иностранных дел Палестины Рияд аль-Малики совершил официальный визит в Азербайджан.
28 июня 2011 года состоялся первый официальный визит президента Палестины Махмуда Аббаса в Азербайджан.
22 апреля 2013 года министр иностранных дел Азербайджана Эльмар Мамедъяров посетил Палестину с официальным визитом.
25 апреля 2013 года министр труда Палестины Ахмед Медждалани принял участие в конференции министров труда Организации Исламского Сотрудничества, прошедшей в Баку.
Азербайджан проголосовал за предоставление Палестине статуса «государства-наблюдателя» в Генеральной Ассамблее ООН.

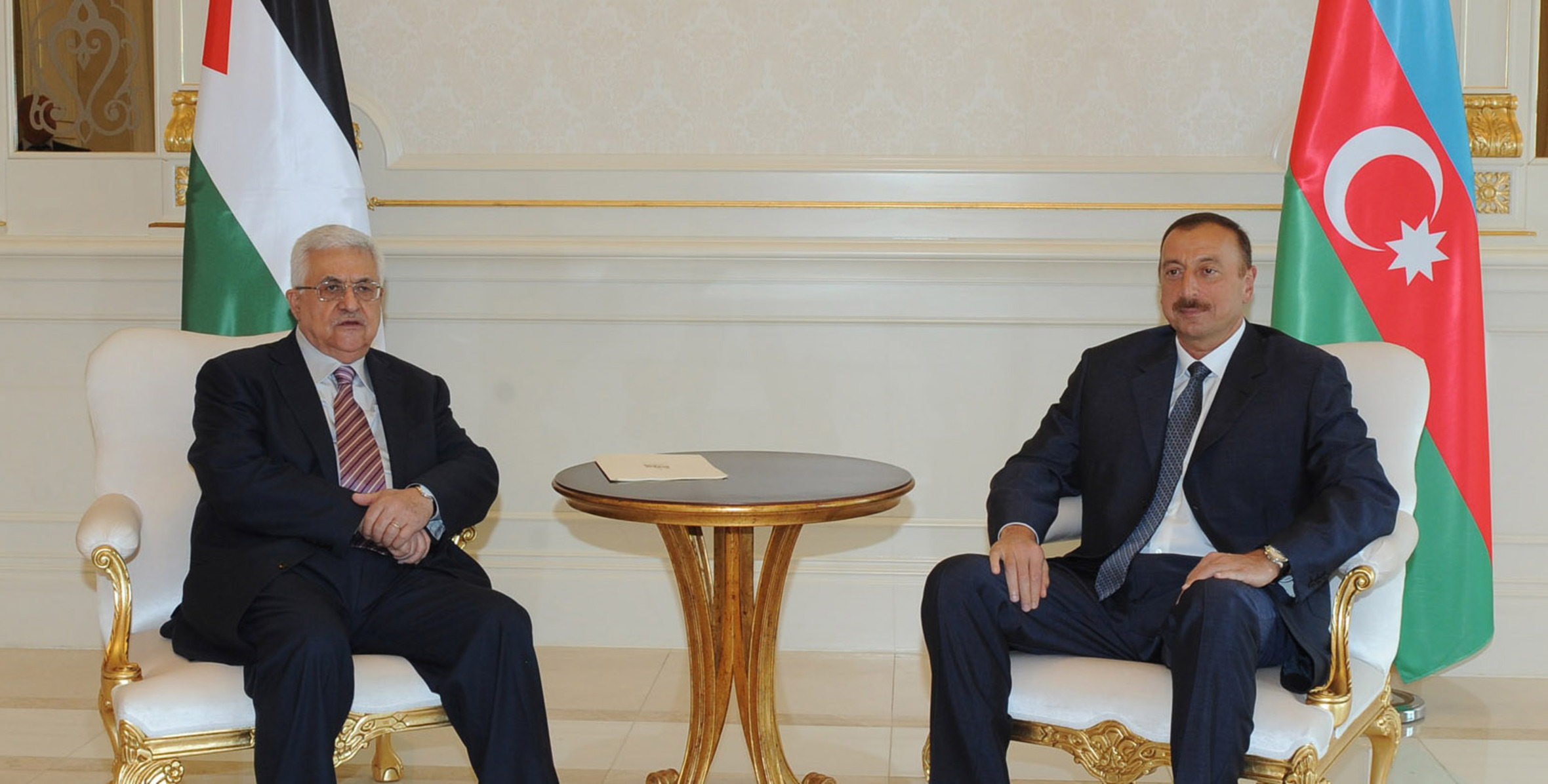
Ильхам Алиев и Махмуд Аббас 28 июня 2011

10 июня 2013 года  министр иностранных дел Палестины Рияд аль-Малики посетил Азербайджан.
15 октября 2014 года делегация во главе с министром иностранных дел Палестины Риядом аль-Малики вновь посетила Азербайджан.
19 мая 2016 года подписано соглашение о взаимном освобождении владельцев дипломатических паспортов от въездных виз.
Азербайджан поддерживает резолюции ООН по урегулированию палестинского вопроса и урегулирование палестинского вопроса на основе принципа двух государств.
С 15 по 17 марта 2018 года заместитель премьер-министра Палестины Зиад Абу Амр принял участие в VI Глобальном Бакинском форуме.
С 5 по 6 апреля 2018 года Рияд аль-Малики совершил официальный визит в Азербайджан и заявил, что палестинское государство и его народ поддерживают справедливую позицию Азербайджана в карабахском конфликте и его урегулировании в рамках международного права.
С 4 по 6 ноября 2018 года, с 24 по 26 октября 2019 года, 2 марта и 5 июля 2023 года министр иностранных дел Палестины Рияд аль-Малики также посетил Азербайджан.
5 ноября 2018 года в Азербайджане состоялась встреча послов Государства Палестина в странах Азии.
9 августа 2022 года президент Азербайджана Ильхам Алиев и премьер-министр Государства Палестина Мухаммед Штайе провели деловую встречу в Конье (Турция).
30 марта 2023 года министр иностранных дел Азербайджана Джейхун Байрамов посетил Палестину с официальным визитом.
Между странами подписано 4 документа.

## В области экономики

### Товарооборот (тыс. долл)
| Год  | Экспорт Азербайджана | Импорт Азербайджана | Сумма товарооборота |
| ---- | -------------------- | ------------------- | ------------------- |
| 2020 | 0                    | 277,37              | 277,37              |
| 2021 | 149,21               | 520,49              | 669,7               |
| 2022 | 195,48               | 347,21              | 542,69              |
| 2023 | 210,86               | 442,10              | 652,96              |
| 2024 | 1 743,40             | 952,15              | 2 695,55            |

## Гуманитарная помощь
В первом десятилетии XXI века правительство Азербайджана оказало гуманитарную помощь Палестине в размере 5 миллионов долларов.
В 2014 году Азербайджан выделил 635 тысяч долларов для предотвращения гуманитарного кризиса в районе Сектора Газа.
В 2013 году по инициативе правительства Азербайджана были проведены Донорская конференция для финансирования стратегического плана по развитию города Аль-Гудс Аль-Шариф и конференция «Создание исламской финансовой сети безопасности для поддержки Государства Палестина».
В 2017 году при материальной поддержке Организации исламского сотрудничества и Комиссии ООН по осуществлению неотъемлемых прав палестинского народа в Баку состоялась международная конференция по иерусалимскому вопросу
Азербайджан инвестировал 5 млн долларов в проекты по развитию Иерусалима (Кудс). Состоялась Донорская конференция стран Организации исламского сотрудничества по оказанию поддержки Палестине. Было выделено 200 тысяч долларов «Ближневосточному агентству ООН» в качестве гуманитарной помощи беженцам из Палестины.

## В области образования
Палестинские студенты обучаются в университетах Азербайджана. Ученики из Палестины также обучаются в Бакинской оксфордской школе.